# Mihnea Popa
Mihnea Popa (né le 11 août 1973) est un mathématicien roumano-américain de l'Université Harvard, spécialisé en géométrie algébrique. Il est connu pour ses travaux sur la géométrie birationnelle complexe, la théorie de Hodge, les variétés abéliennes et les fibrés vectoriels.

## Carrière académique
Popa obtient son baccalauréat en 1996 à l'Université de Bucarest. Il fait des études de mathématiques à l'Université de Californie à Los Angeles de 1996 à 1997 ; en 2001, il obtient un Ph. D. à l'Université du Michigan sous la direction de Robert Lazarsfeld, avec une thèse intitulée Linear Series on Moduli Spaces of Vector Bundles on Curves. De 2001 à 2005, Popa est professeur assistant Benjamin Peirce à l'Université Harvard et, de 2005 à 2007 professeur assistant à l'Université de Chicago. Il rejoint l'Université de l'Illinois à Chicago en tant que professeur associé en 2007 et y devient professeur titulaire en 2011. En 2014, il passe à l'Université Northwestern et en 2020, il devient  professeur à l'Université Harvard.

## Récompenses et honneurs
Popa est membre honoraire de l'Institut de mathématiques de l'Académie roumaine. Il a été boursier du centenaire de l'AMS en 2005-2007, boursier de recherche Sloan en 2007-2009 et boursier Simons en 2015-2016. En 2015, il est devenu membre de l'American Mathematical Society. En 2018, il est conférencier invité au Congrès international des mathématiciens à Rio de Janeiro.

## Publications (sélection)
- Giuseppe Pareschi et Mihnea Popa, « Regularity on abelian varieties I », Journal of the American Mathematical Society, vol. 16, no 2,‎ 2003, p. 285–302 (DOI 10.1090/S0894-0347-02-00414-9, MR 1949161, arXiv math/0110003)
- Gavril Farkas et Mihnea Popa, « Effective divisors on {\displaystyle {\overline {\mathcal {M}}}_{g}}, curves on K3 surfaces, and the slope conjecture », Journal of Algebraic Geometry, vol. 14, no 2,‎ 2005, p. 241–267 (DOI 10.1090/S1056-3911-04-00392-3, MR 2123229, arXiv math/0305112, lire en ligne)
- Lawrence Ein, Robert Lazarsfeld, Mircea Mustață et Michael Nakamaye, « Asymptotic invariants of base loci », Annales de l'Institut Fourier, vol. 56, no 6,‎ 2006, p. 1701–1734 (DOI 10.5802/aif.2225, MR 2282673, arXiv math/0308116, S2CID 33125067, lire en ligne)
- Robert Lazarsfeld et Mihnea Popa, « Derivative complex, BGG correspondence, and numerical inequalities for compact Kähler manifolds », Inventiones Mathematicae, vol. 182, no 3,‎ 2010, p. 605–633 (DOI 10.1007/s00222-010-0269-4, MR 2737707, arXiv 0907.0651, S2CID 667056)
- Mihnea Popa et Christian Schnell, « Generic vanishing theory via mixed Hodge modules », Forum of Mathematics, Sigma, vol. 1,‎ 2013, article no Paper No. e1 (60 p.) (DOI 10.1017/fms.2013.1, MR 3090229, arXiv 1112.3058, S2CID 26554421, lire en ligne)
- Mihnea Popa et Christian Schnell, « Kodaira dimension and zeros of holomorphic one-forms », Annals of Mathematics, vol. 179, no 3,‎ 2014, p. 1109–1120 (DOI 10.4007/annals.2014.179.3.6, MR 3171760, arXiv 1212.5714, S2CID 8073319, lire en ligne)
- Mihnea Popa, « Kodaira–Saito vanishing and applications », L'Enseignement mathématique, vol. 62, no 1,‎ 2016, p. 49–89 (DOI 10.4171/LEM/62-1/2-5, MR 3605809, arXiv 1407.3294, S2CID 32670893, lire en ligne)
- Positivity for Hodge modules and geometric applications, in Proceedings of Symposia in Pure Mathematics, Vol. 97, Part I, Algebraic Geometry: Salt Lake City 2015, pp. 555–584. « 1605.08093 », texte en accès libre, sur arXiv.
- Mircea Mustață et Mihnea Popa, Hodge Ideals, coll. « Memoirs of the American Mathematical Society » (no 1268), 2019, v+80 (ISBN 978-1-4704-3781-7, DOI 10.1090/memo/1268, MR 4044463, arXiv 1605.08088, S2CID 119700627, présentation en ligne)
- Mihnea Popa et Christian Schnell, « Viehweg's hyperbolicity conjecture for families with maximum variation », Invent. Math., vol. 208,‎ 2017, p. 677–713 (arXiv 1511.00294)
- Giuseppe Pareschi, Mihnea Popa et Christian Schnell, « Hodge modules on complex tori and generic vanishing for compact Kähler manifolds », Geometry & Topology, vol. 21,‎ 2017, p. 2419–2460 (arXiv 1505.00635)
- Mircea Mustață et Mihnea Popa, « Hodge ideals and minimal exponents of ideals », Revue roumaine de mathématiques pures et appliquées, vol. 65, no 3,‎ 2020, p. 327-354 (zbMATH 07340521, arXiv 1912.08072)